# 天主教马老奇总教区
天主教馬老奇總教區（拉丁語：Archidioecesis Meraukensis）是印度尼西亞一個羅馬天主教總教區，也是該國十個總教區之一。總教區位於巴布亞省東南部，下轄阿加茨暨阿斯馬特、馬諾誇里暨索龍、蒂米卡和查亞普拉四個教區，2003年時有122,500名教友、26個堂區和36名司鐸。
總主教現時出缺，榮休總主教為尼各老·阿迪·塞普圖拉。
宗座代牧區於1950年6月24日因安汶宗座代牧區分拆而設立，1966年11月15日升為總教區。